# Gregory Brenes
Gregory Joel Brenes Obando (Capellades, Alvarado, 21 de abril de 1988) es un exciclista profesional costarricense. Actualmente empresario, importador de la marca Wilier Triestina para Costa Rica.

## Biografía
En su país corrió siempre por el equipo BCR-Pizza Hut siendo triple coronado en la Vuelta de la Juventud de su país. En 2008 con 20 años venció en la Vuelta a Costa Rica.
A principios de 2008 fue a competir a Europa por el equipo belga eb categoría amateur llamado Verandas Willians, luego en 2009 fue fichado por un equipo luxemburgués de categoría Continental Differdange en donde obtuvo una victoria en la prueba amateur del G. P. Comunne de Sanem (Bélgica). A mediados de año retornó y en junio fue Campeón Nacional de Ruta y campeón Nacional contrarreloj sub-23. Al mes siguiente obtuvo la medalla de oro en la contrarreloj sub-23 y la de plata en la categoría élite en el Campeonato Panamericano de Ciclismo en Ruta y en diciembre culminó 2.º en la Vuelta a Costa Rica.
Volvió a Europa en 2010, esta vez al equipo Continental español Burgos 2016-Castilla y León y obtuvo un destacado décimo puesto en la Vuelta a Asturias. A su vez también participó del equipo mixto de la UCI en pruebas categoría 2.Ncup (Copa de las Naciones UCI) como el Gran Premio de Portugal (3.ª posición) y el Tour de l'Avenir (donde culminó 12.º).
Para 2011, fichó por el equipo colombiano, Movistar Team Continental con quien debutó en la Vuelta a Antioquia y participó por primera vez en la Vuelta a Colombia.
Tras dos temporadas, en 2013 dejó al equipo Movistar al desaparecer la estructura Continental del mismo y pasó a competir por el Coopenae-Movistar-Economy de su país. Desde el 1 de agosto agosto, fue cedido a préstamo y pasó a formar parte como stagiaire (aprendiz a prueba), del equipo Pro Continental chino el Champion System Pro Cycling Team, para disputar las carreras estadounidenses Tour de Utah y USA Pro Cycling Challenge.
Tras la desparición del conjunto Champion System Pro Cycling Team, fichó para la temporada 2014 por el equipo estadounidense Jamis-Hagens Berman.
Hizo su dos últimas temporadas (2018/2019) en el ciclismo profesional de MTB con el equipo italiano Wilier 7C Force, donde tuvo destacados resultados en el circuito profesional de Marathon en Europa como en África terminando 8 en la clasificación de la general individual del Cape Epic.

## Palmarés
2008
- Vuelta a Costa Rica, más 1 etapa (como amateur)

2009
- 2.º en el Campeonato Panamericano Contrarreloj

2011
- 2 etapas de la Vuelta a Costa Rica

2012
- 1 etapa de la Clásica Internacional de Tulcán
- 1 etapa de la Vuelta al Mundo Maya

2015
- 1 etapa de la Joe Martin Stage Race

2016
- 3.º en el Campeonato de Costa Rica Contrarreloj